# Кармин
Кармин (също кохинеал) е сред най-устойчивите багрила за храни.
То не проявява значителна чувствителност към светлина, окисление и термична обработка. Използва се в млечни продукти, сладолед, сладкарски продукти, глазури, желета, безалкохолни и алкохолни напитки, включително сокове, сосове, кетчуп, колбаси, меса и морски дарове. Освен това, намира приложение при изкуствените цветя, бои, мастило, козметика и някои лекарства. Като хранителна добавка, Е-номерът му е E120.
Прави се от изсушени и стрити на прах яйца и коремчета на бръмбара Dactylopius coccus. Добавянето на калций придава на карминовата киселина лилав оттенък. Качеството на кармина зависи от температурата и степента на осветяване по време на приготвянето му, като слънчевата светлина е необходимо условие за получаването на ярък цвят.